# Susan Fordová
Susan Elizabeth Fordová Balesová (nepřechýleně Ford Bales; * 6. července 1957, Washington, D.C.) je americká spisovatelka, fotoreportérka a bývalá předsedkyně představenstva Betty Ford Center pro zneužívání alkoholu a drog. Je dcerou Geralda Forda, 38. prezidenta Spojených států.

## Životopis

### Mládí
Susan Fordová je nejmladší dítě a jediná dcera bývalého amerického prezidenta Geralda Forda a bývalé první dámy Betty Fordové. Jako teenagerka navštěvovala školu Holton-Arms School v Bethesdě v Marylandu, uspořádala svůj seniorský ples pro třídu roku 1975 ve východní místnosti Bílého domu. Když byla její matka hospitalizována kvůli rakovině prsu, sloužila jako oficiální hostitelka v Bílém domě.
Susan Fordová se zapsala na Mount Vernon College for Women (nyní součást George Washington University ) v severozápadním Washingtonu v roce 1975, když byl její otec v Bílém domě. Později krátce navštěvovala University of Kansas během jarního semestru 1977, ale neodpromovala.

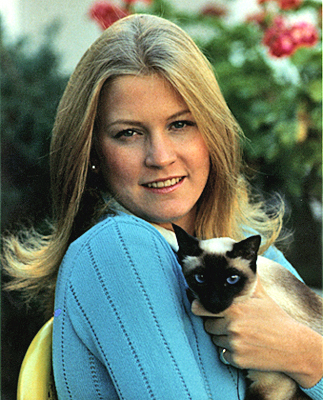
Susan Fordová a siamská kočka „Shan Shein“ v Bílém domě v roce 1974

### Kariéra
Fordová Balesová vystudovala fotografii a pracovala jako fotoreportérka pro Associated Press, Newsweek, Money Magazine, Ladies Home Journal, Topeka Capital-Journal, Omaha Sun a také na volné noze. Byla najata k pořízení reklamních fotografií pro film Čelisti 2 přičemž mnoho z nich se objevilo v knize Jaws 2 Log Raye Loynda.
V roce 1992 se stala členkou správní rady Betty Ford Center a v roce 2005 se stala předsedkyní organizace. Následovala svou matku, která zůstala členkou představenstva.

### Spisy
V roce 2002 Susan Fordová společně s Laurou Hayden napsala román Double Exposure: A First Daughter Mystery o současných podmínkách v Bílém domě; v roce 2005 vyšlo pokračování Sharp Focus.

### Veřejné akce
Susan Fordová se 26. prosince 2006 – 3. ledna 2007 účastnila státních pohřebních obřadů pro jejího otce s matkou a v průběhu několika dní zdravila truchlící, zatímco rakev prezidenta Forda ležela v Lincoln Catafalque v Capital Rotunda. Během pohřební bohoslužby ve Washingtonské národní katedrále přečetla úryvek z Jamesova listu a její dcera Tyne Berlanga přednesla jednu z modliteb během pohřební služby v biskupské církvi Grace v Grand Rapids. Kromě toho 1. ledna pomáhala své matce při přijímání hodnostářů a oficiálních návštěvníků, kteří přišli do Blair House, prezidentského penzionu ve Washingtonu, aby se poklonili.

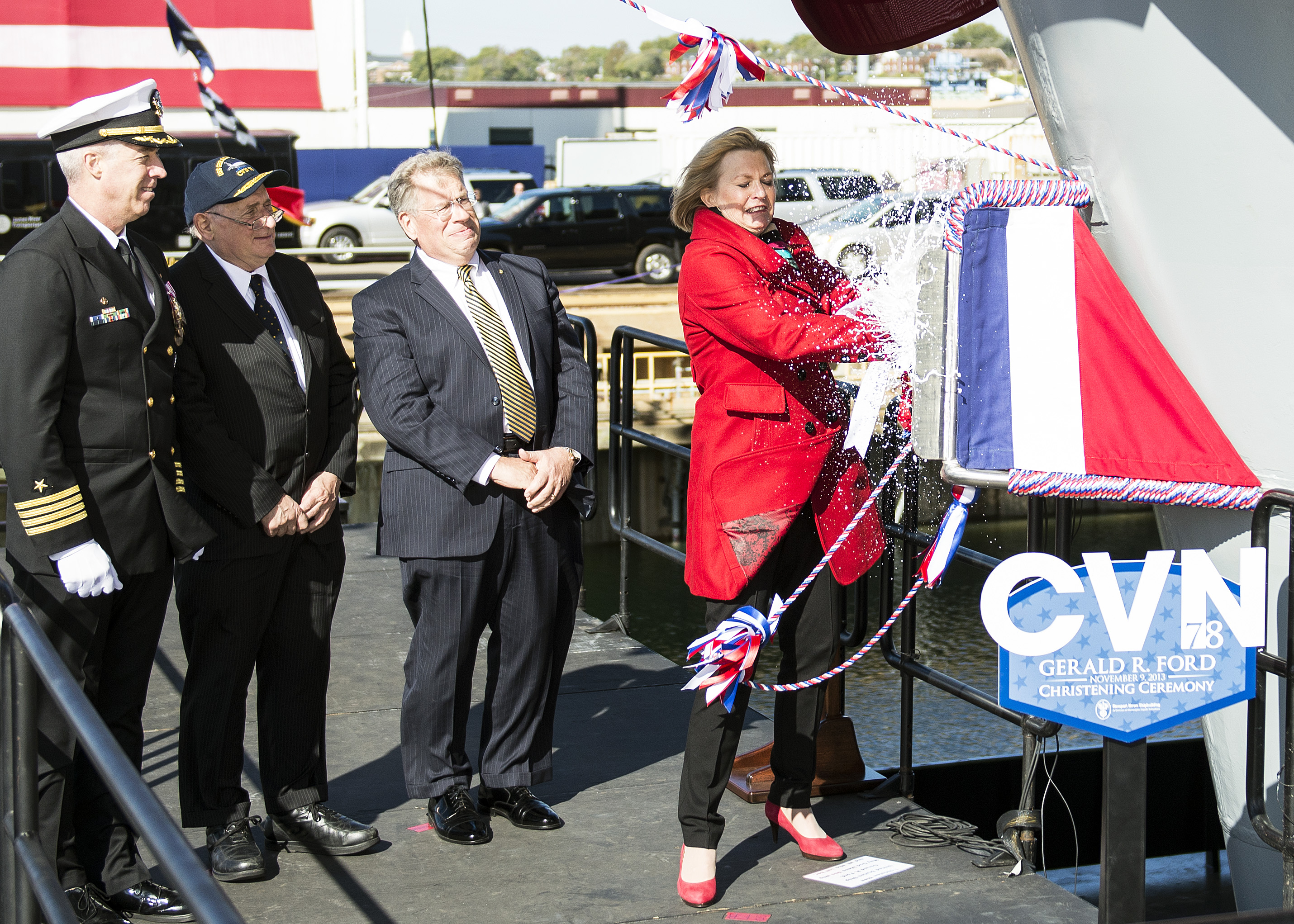
Susan Fordová pokřtila loď USS Gerald R. Ford (CVN 78) v Newport News ve Virginii dne 9. listopadu 2013

Dne 16. ledna 2007 hovořila Susan Fordová na slavnostním ceremoniálu v Pentagonu pro letadlovou loď CVN-78, která byla oficiálně pojmenována Gerald R. Ford. Téhož dne ministr námořnictva Donald Winter oznámil, že Susan Fordová byla jmenována slavnostním sponzorem dopravce. Dne 14. listopadu 2009 se Susan Fordová podílela na položení lodního kýlu.
Dne 11. června 2007 přednesla ve Washingtonu poznámky k odhalení pamětní známky americké poštovní služby na počest prezidenta Forda. V červenci 2007 Susan zastupovala svou matku na pohřební službě bývalé první dámy Lady Bird Johnsonové ; ve stejném měsíci se svým manželem Vadenem Balesem zastupovala rodinu Fordů při pojmenování pošty Geralda R. Forda ve Vail v Coloradu.
Dne 9. listopadu 2013 pokřtila loď USS Gerald R. Ford lahví perlivé vody.
Dne 8. dubna 2016, během obřadu střídání velení na palubě USS Geralda R. Forda, byla na základě uznání její „mimořádné služby jako sponzor lodi CVN 78“ jmenována náčelníkem námořních operací admirálem Johnem Richardsonem jako čestná námořnice se stala teprve 31. osobou, které se této pocty dostalo, a první ženou, která byla kdy poctěna. Loď byla uvedena do provozu jako USS Gerald R. Ford dne 22. července 2017, za účasti Forda Balese, který vydal rozkaz: „Man our ship, and bring her to life“.
V roce 2018 zastupovala Fordová Balesová rodinu Fordových na pohřbech Barbary Bush a prezidenta George H. W. Bushe.

### Osobní život
Susan Fordová se 10. února 1979 vdala za Charlese Vancea, jednoho z bývalých agentů tajné služby jejího otce. Nějakou dobu provozovali soukromou bezpečnostní společnost ve Washingtonu. Spolu mají dvě dcery, Tyne Mary Vance (* 1980) a Heather Elizabeth Vance (* 1983). Fordová a Vance se rozvedli v roce 1988. Fordová se následně provdala za právníka Vadena Balese v roce 1989, se kterým se rozvedla v roce 2018.
V knížce Betty Fordové Betty – A Glad Awakening , její matka připisuje zásluhy Susan za to, že organizovala intervence v roce 1982 poté, co se rodina Fordů začala zabývat jejím pitím, závislostmi a chováním. V roce 1984 pomohla Susan a její matka Betty Fordová zahájit Národní měsíc povědomí o rakovině prsu společným vystoupením v reklamní kampani.
Susan a její manžel žili v Tulse v Oklahomě po svatbě 25. července 1989. V roce 1997 se přestěhovali do Albuquerque v Novém Mexiku, kde žili téměř 12 let, než se v roce 2009 vrátili do Tulsy. V té době se rozvedla a přestěhovala se do McKinney v Texasu. V roce 2010, ve věku 53 let, Susan Fordová při cvičení na eliptickém stroji postihla náhlá srdeční zástava. Předtím nevěděla, že má srdeční onemocnění. Fordová říká, že měla „obrovské štěstí“, že zatímco byla v tělocvičně, chirurg „kráčel po schodech“. Oživil ji automatizovaný externí defibrilátor. Po uzdravení dostala srdeční stent a kardiostimulátor. O zážitku hovořila 4. června 2013 na plese American Heart Association v Grand Rapids.

## Galerie

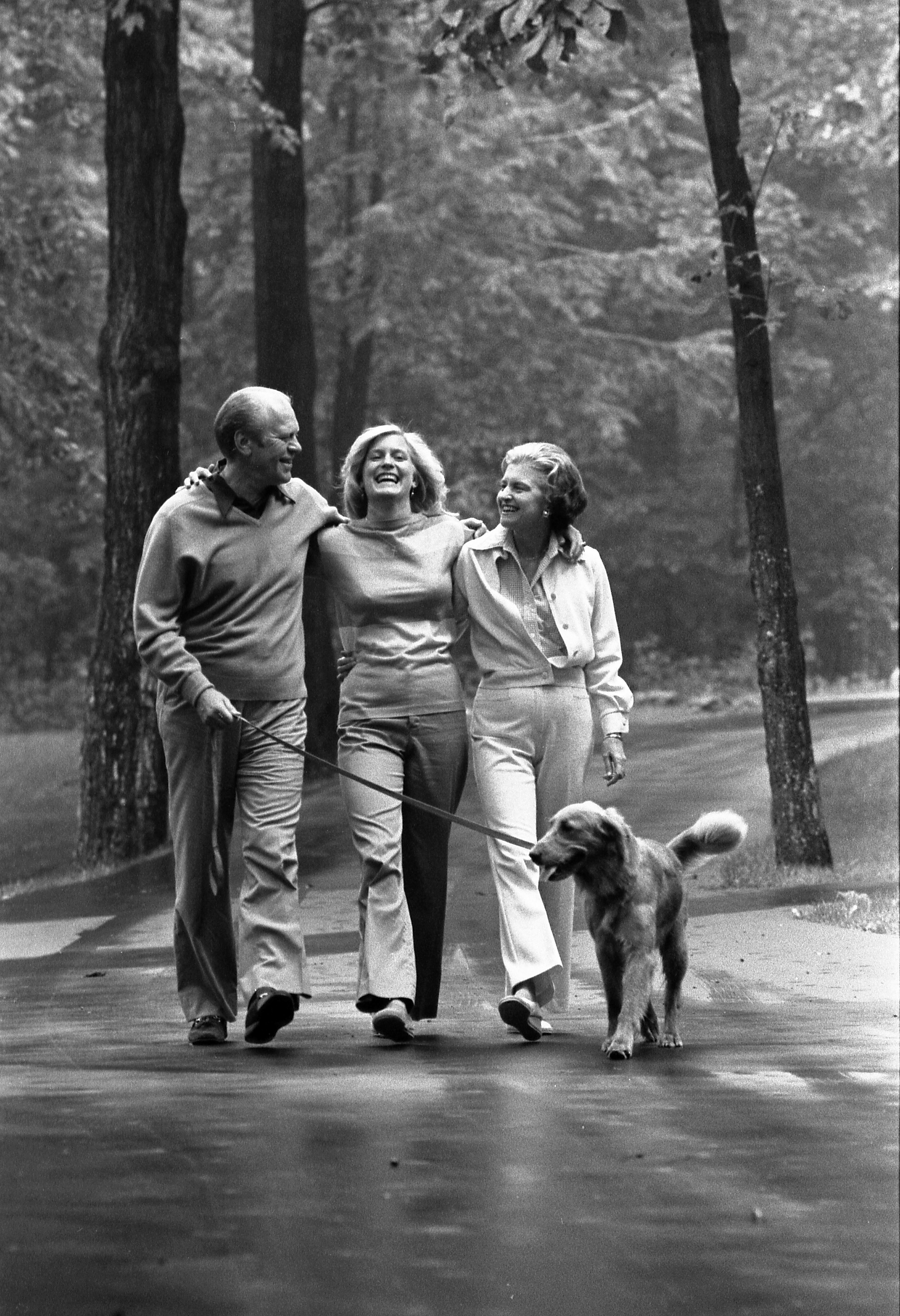
President and Mrs. Ford with Susan and Liberty
Photograph of the President Gerald Ford and his Family on the South Lawn of the White House
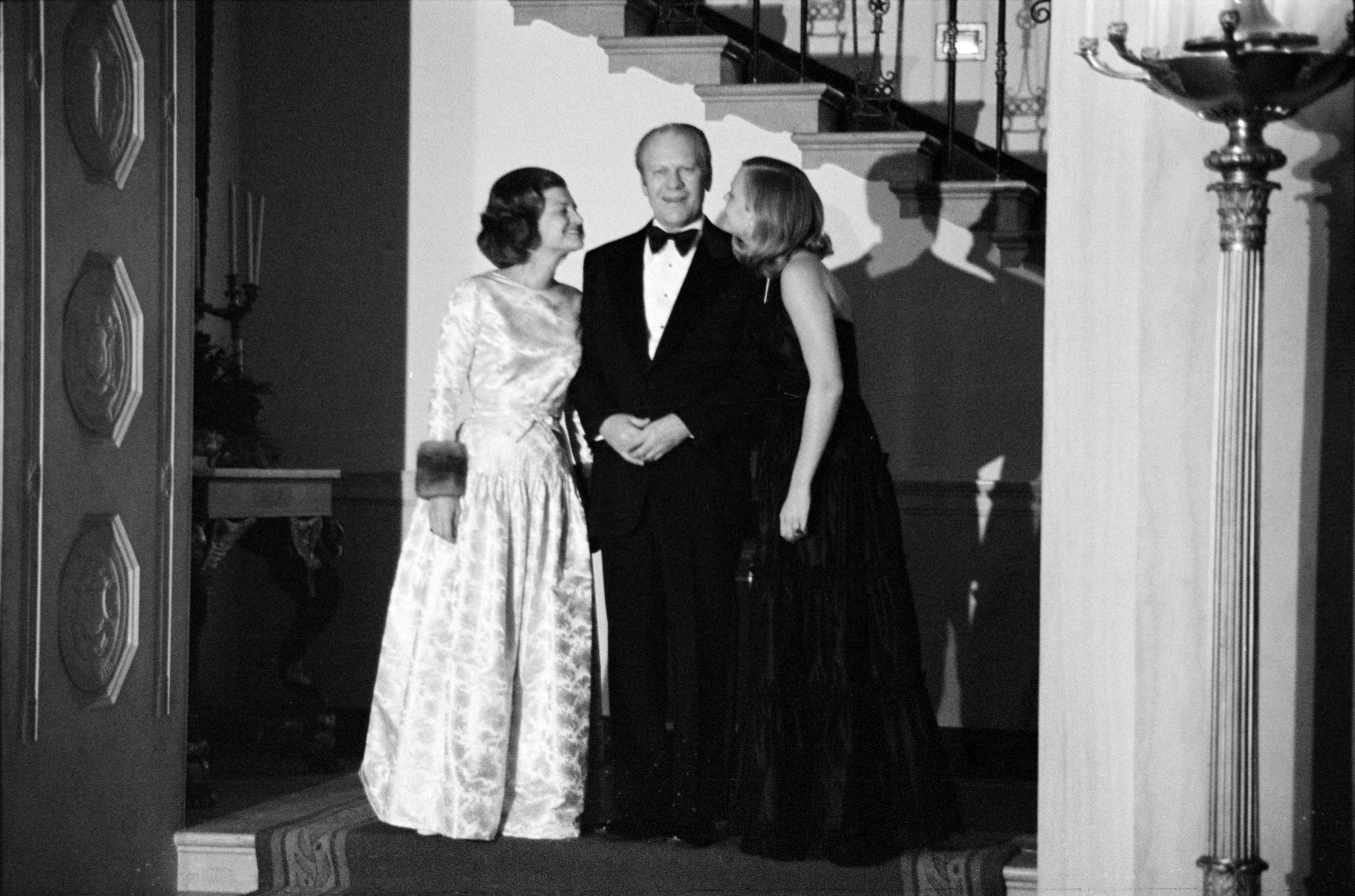
Betty, Gerald, and Susan Ford at Christmas party ppmsca
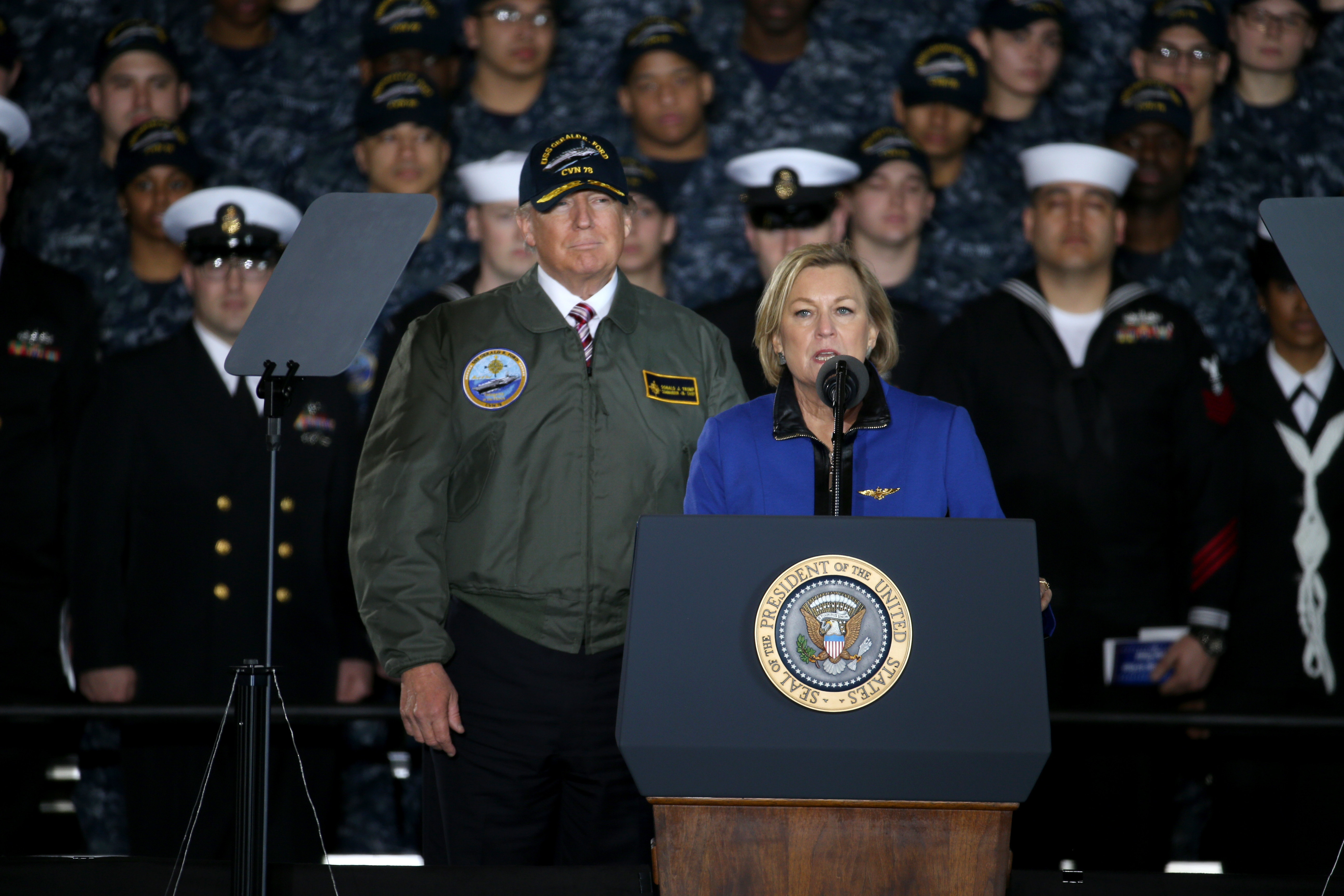
POTUS Visits Ford
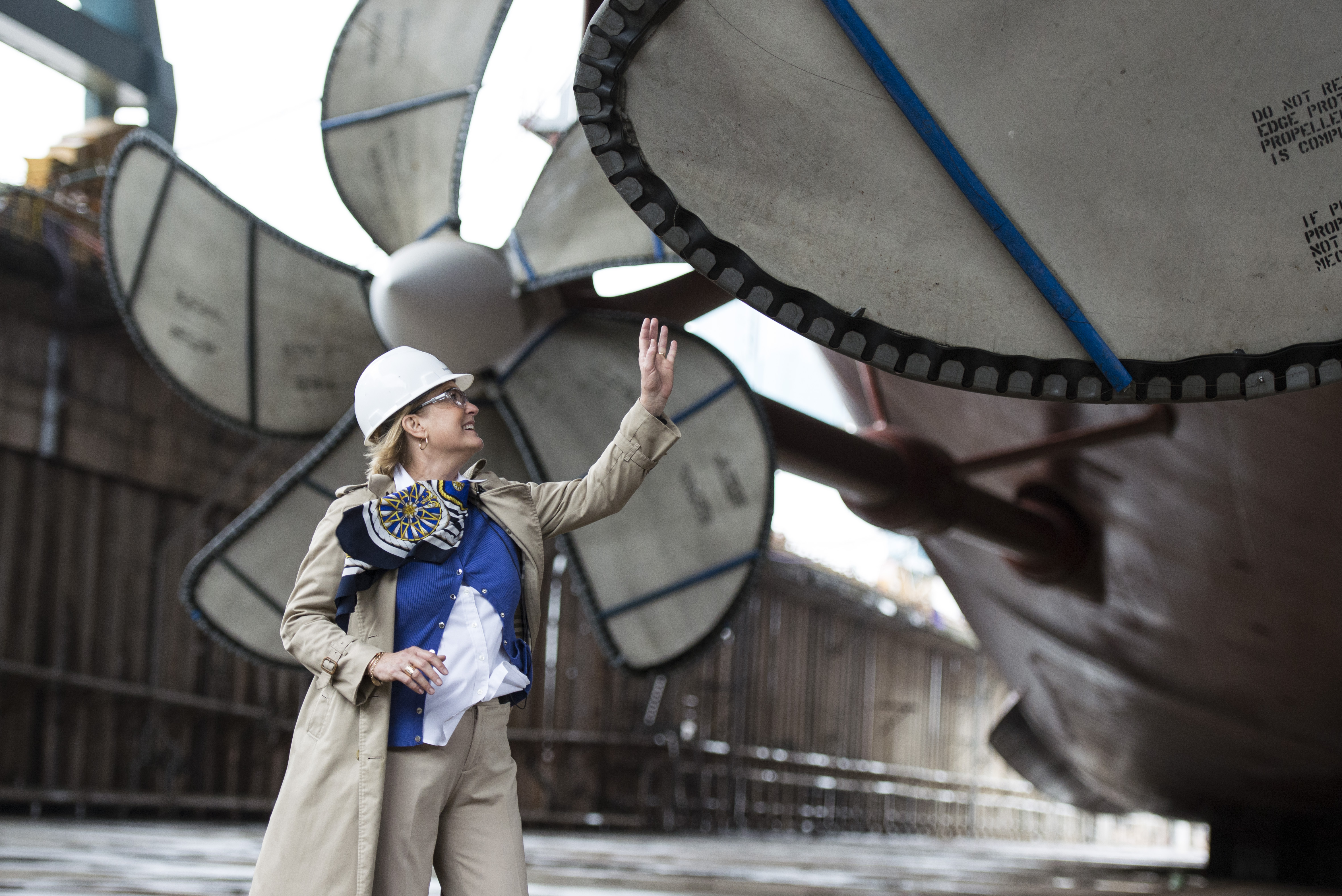
Susan Ford with propeller of USS Gerald R. Ford (CVN-78)
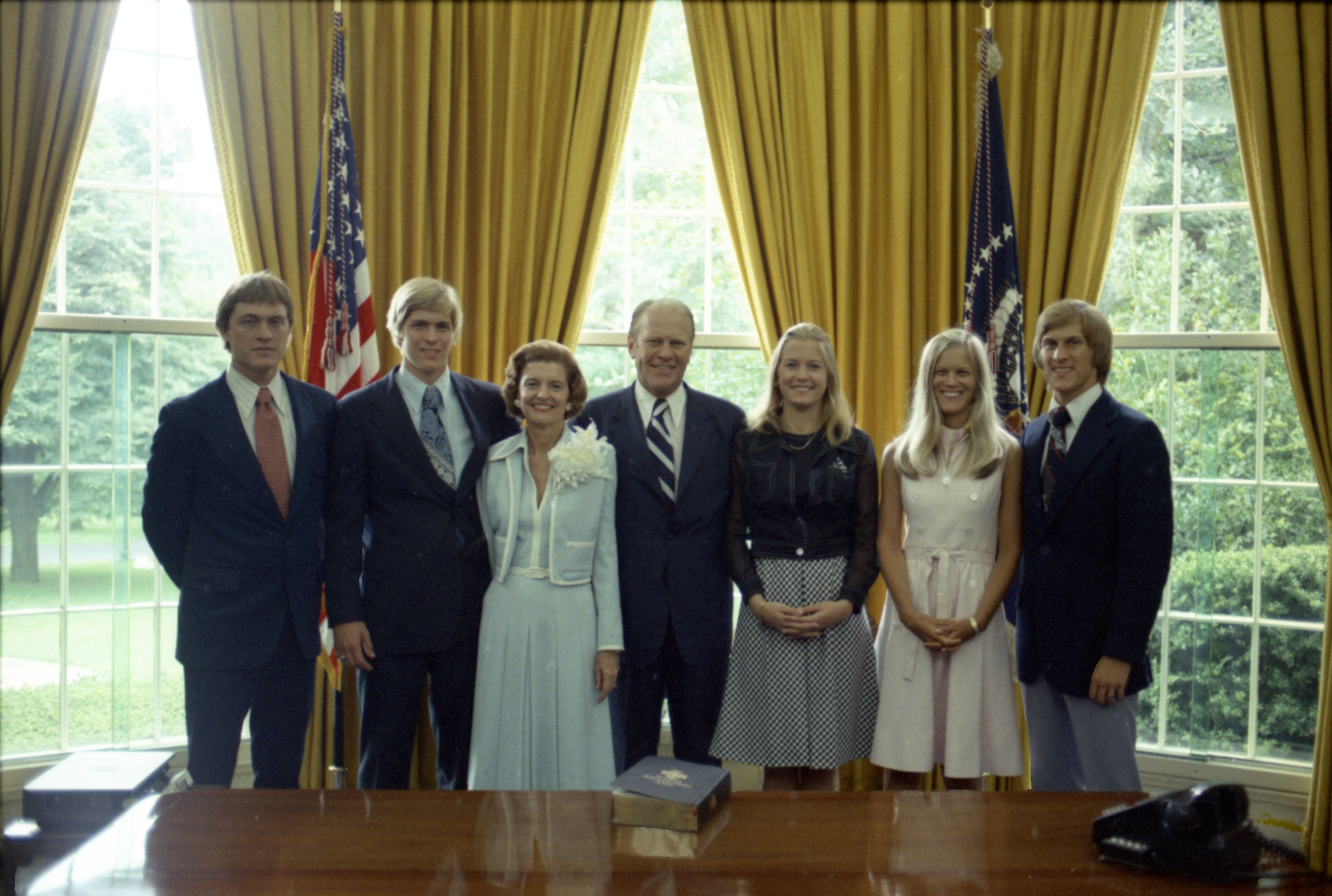
The Ford Family in the Oval Office
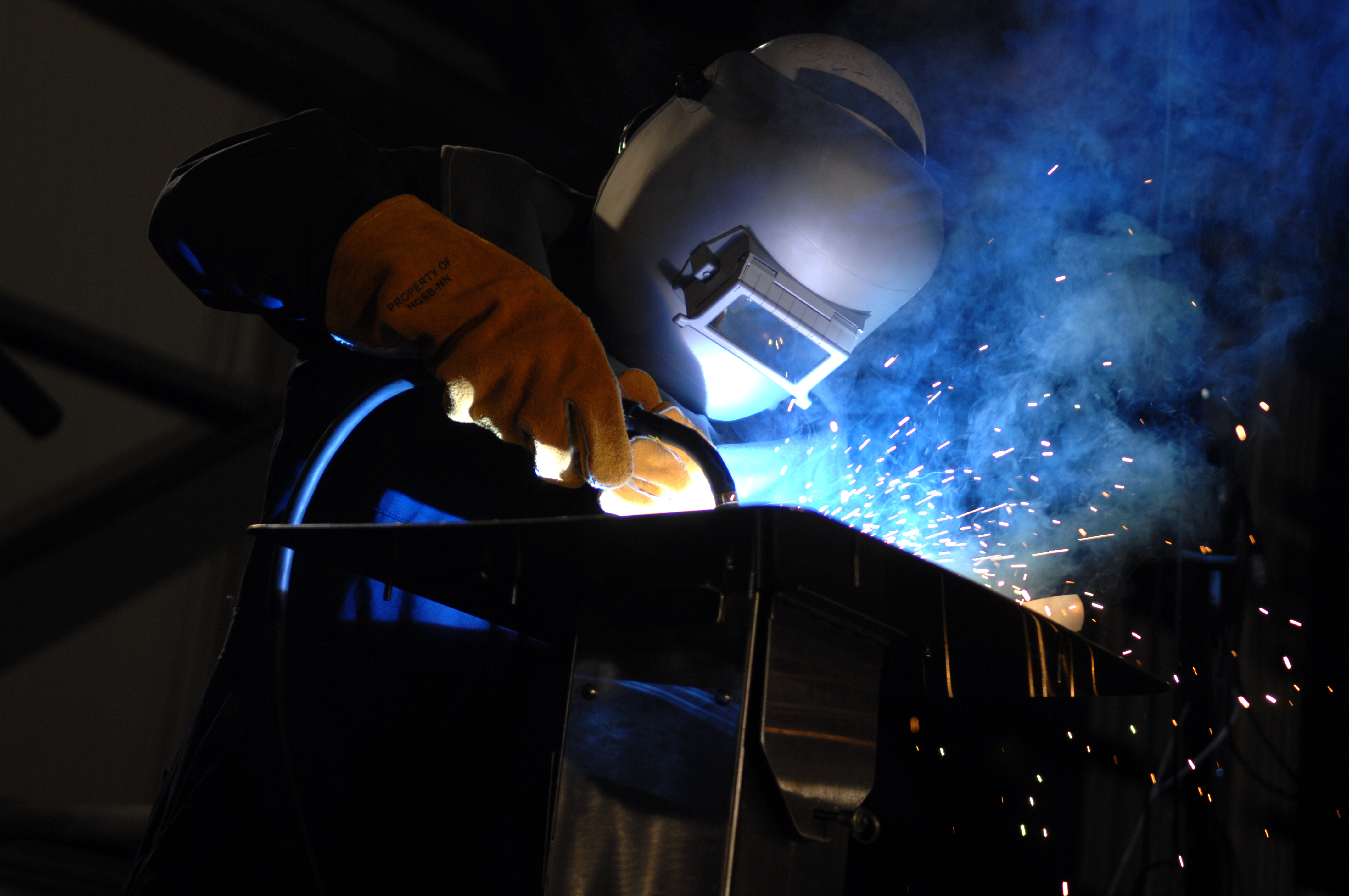
Robert Bowker welds the initials of Susan Ford Bales into the keel of the aircraft carrier Gerald R. Ford (CVN 78) during a keel laying and authentication ceremony
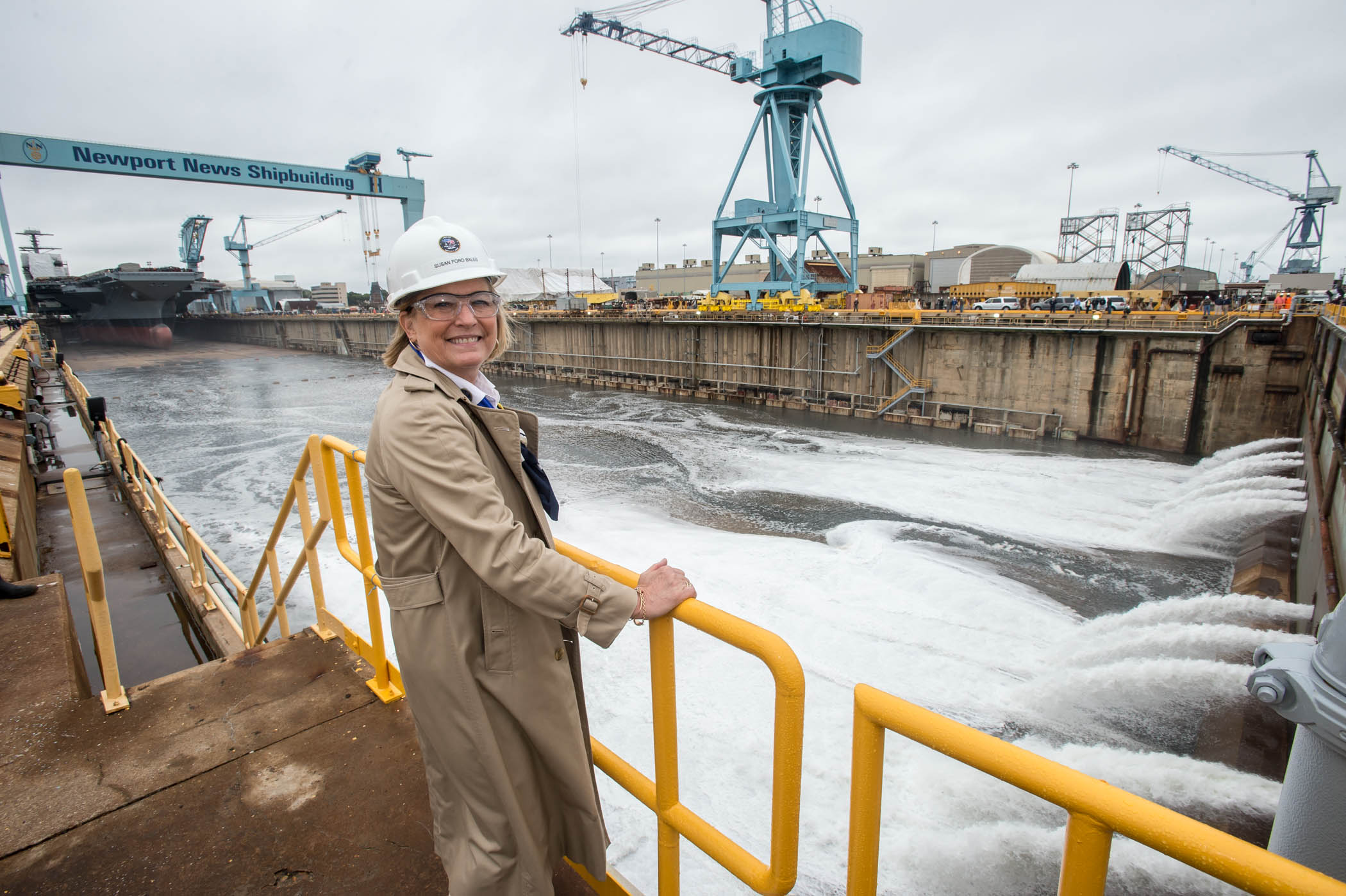
Susan Ford Bales watches Gerald R. Ford float